# Linsemagerens ligning
Sfæriske linser har en facon der er afgrænset af to sfærer (kugleflader) som vist på illustrationen til højre. Linsemagerens ligning er en ligning, som fastsætter en sammenhæng mellem:
- Brydningsindekset n mellem linsematerialet og de omgivelser linsen skal virke i,
- brændvidden f som den færdige linse vil få, og
- radierne r1 og r2.

Ligningen siger, at:

{\displaystyle {\frac {1}{f}}=\left(n-1\right)\cdot \left({\frac {1}{r_{1}}}+{\frac {1}{r_{2}}}\right)}

Det er her antaget, at det er en tynd linse. Konvekse flader regnes som positive radier. Er den ene eller begge sider af linsen konkave, angives deres radier som negative tal i ligningen.

Ofte ses denne ligning med et minus imellem brøkerne i den sidste parentes; dette hidrører komplicerede konventioner om "absolutte radier" fra den geometriske optik.
Cylindriske linser afbøjer lyset på samme måde som sfæriske linser gør, dog kun i én retning: Linsemagerens ligning gælder således også for en cylinderlinse, dog kun i planet vinkelret på cylinderfladernes akser og linsens optiske akse.